# Linyphia nicobarensis
Linyphia nicobarensis is een spinnensoort in de taxonomische indeling van de hangmatspinnen (Linyphiidae).
Het dier behoort tot het geslacht Linyphia. De wetenschappelijke naam van de soort werd voor het eerst geldig gepubliceerd in 1977 door Benoy Krishna Tikader.